# Echeclus
Echeclus Thorell, 1890 è un genere di ragni appartenente alla famiglia Salticidae.

## Caratteristiche
L'aracnologo Thorell descrisse questa specie da un singolo esemplare maschile rinvenuto nei pressi di Penang e che è tutt'oggi conservato al Museo Civico di Genova. Poco più di un secolo dopo un altro esemplare maschile è stato reperito dai coniugi britannici John e Francis Murphy nello Stato di Johor.

## Distribuzione
L'unica specie oggi nota di questo genere è stata rinvenuta nella Malaysia occidentale, nei pressi di Penang, e in quella meridionale, nello Stato di Johor.

## Tassonomia
A dicembre 2010, si compone di una specie:
- Echeclus concinnus Thorell, 1890[3] — Malaysia